# Muntatge de l'Estació Espacial Internacional

Animació del muntatge de l'Estació Espacial Internacional.

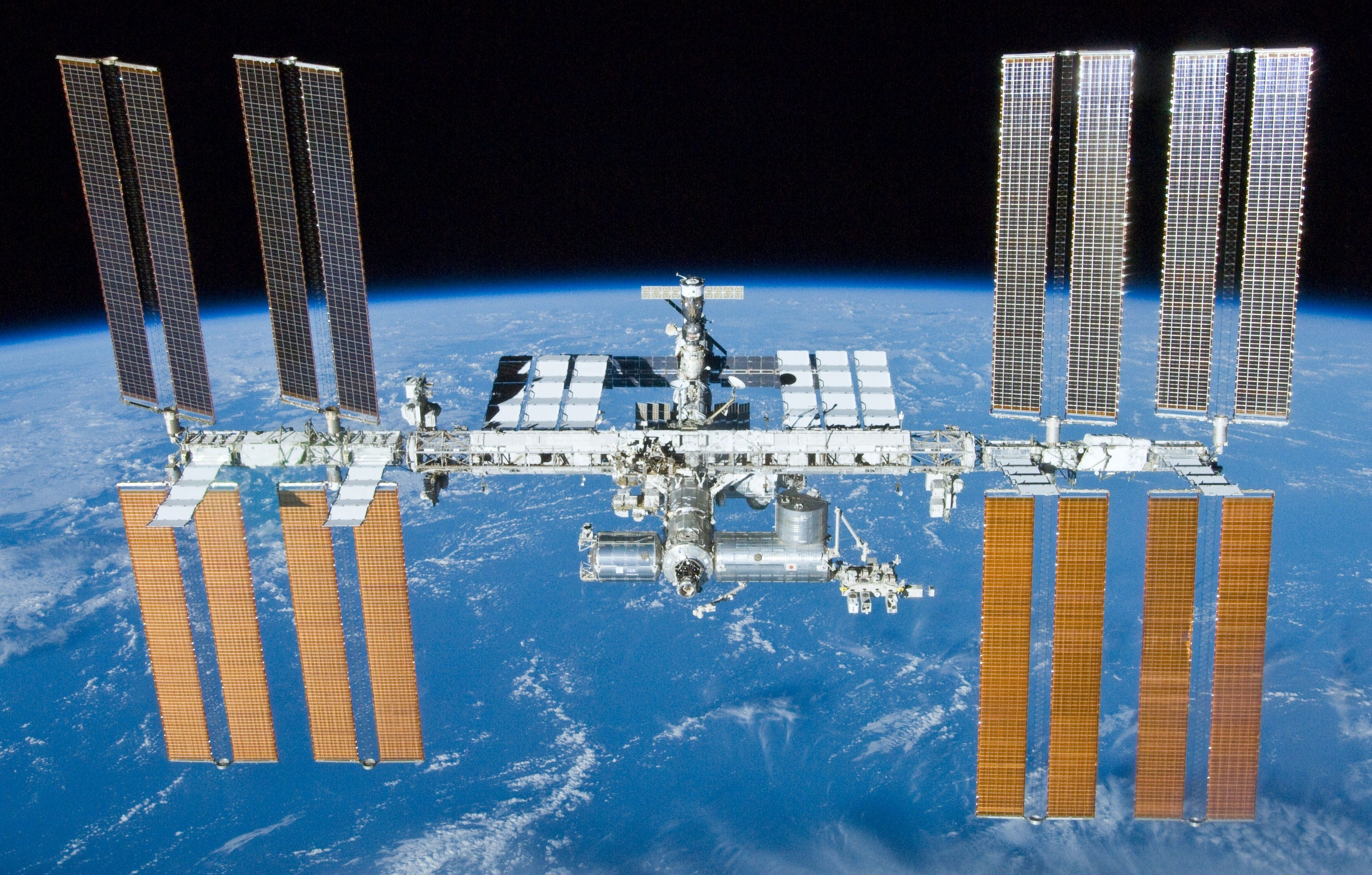
Il·lustració de l'Estació Espacial Internacional en la configuració del 2010.

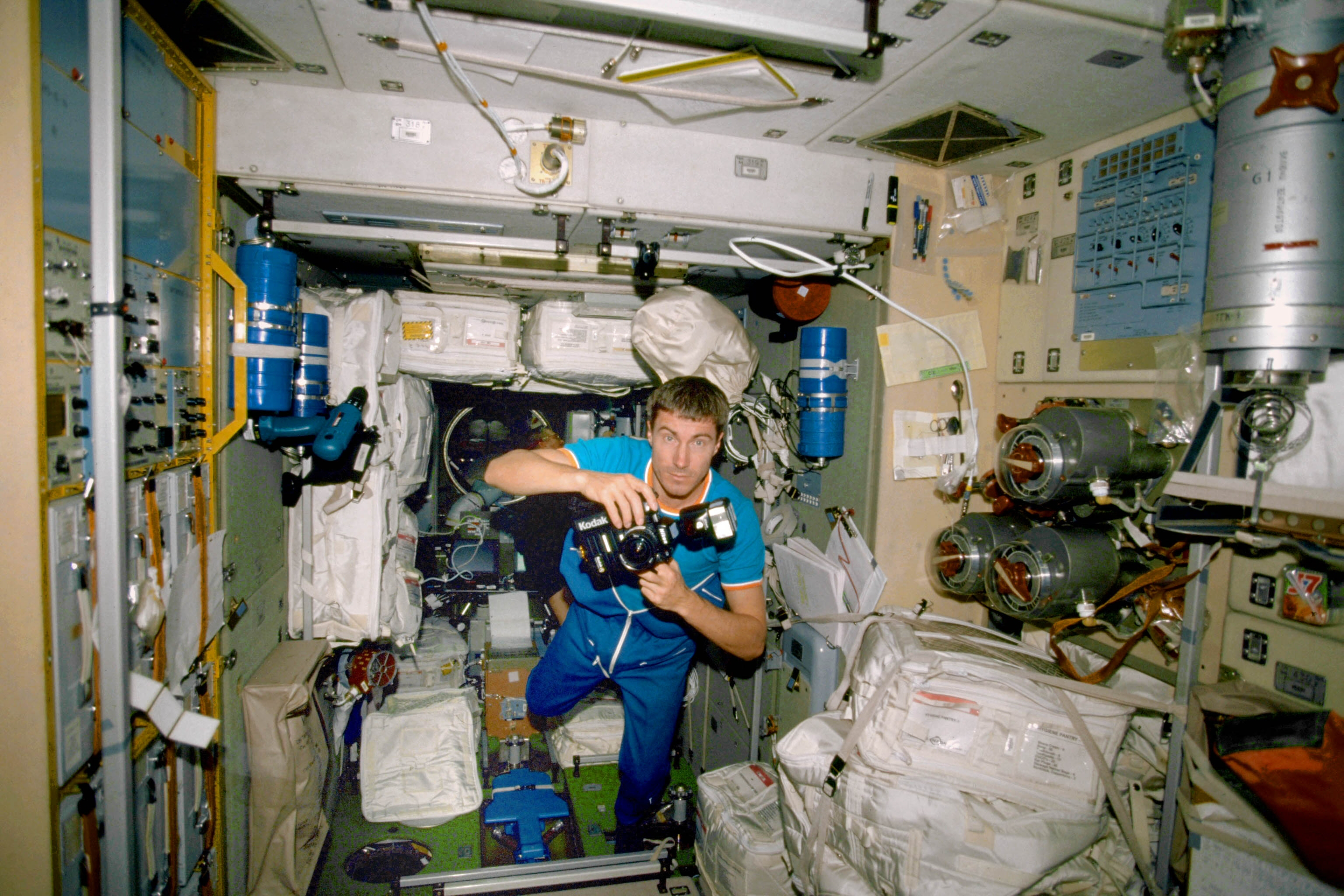
El cosmonauta Serguei Krikaliov a l'interior del Mòdul de Servei Zvezdà, novembre del 2000.

El muntatge de l'Estació Espacial Internacional és el major esforç d'enginyeria aeroespacial realitzada mai en òrbita terrestre baixa per un consorci d'agències espacials governamentals i intergovernamentals.
El Zarià, el primer mòdul de l'ISS, va ser llançat per un coet Proton el 20 de novembre de 1998. La missió del transbordador STS-88 el va seguir dues setmanes després que fos llançat el Zarià, aportant el Unity, el primer dels tres mòduls nodals, i es va connectar al Zaripa. Aquesta estructura de dos mòduls de l'ISS va romandre sense tripulació en un any i mig, fins al juliol del 2000 quan es va afegir el mòdul rus Zvezdà, permetent una tripulació mínima de dos astronautes o cosmonautes a l'ISS permanentment.
Quan es completi l'estació, l'ISS contindrà un volum pressuritzat d'aproximadament 1.000 metres cúbics, una massa d'aproximadament 400.000 quilograms, aproximadament 100 kilowatts d'energia, una estructura de 108,4 metres de llarg, un conjunt de mòduls resultant en 74 metres de llarg, i una tripulació de sis membres. La construcció de l'estació completa cal més de 40 vols de muntatge. Fins al març de 2011, 26 vols de transbordador espacial han sigut acoblats a l'ISS per afegir elements, i altres 9 vols del transbordador tractaven de missions de logística i servei a l'ISS sense afegir grans elements externs. Aquestes 35 missions del transbordador van incloure 9 missions logístiques/servei del SpaceHab i 10 MPLM en diverses combinacions. Els últims dos vols programats del Transbordador Espacial es van dedicar a afegir un o més elements finals a l'ISS, seguit d'un últim llançament de Proton amb el lliurament programat de l'ERA. Altres vols de muntatge han consistit en mòduls llançats pel coet Protó rus o en el cas de la Pirs i el Poisk per un coet Soiuz-U.

## Logística

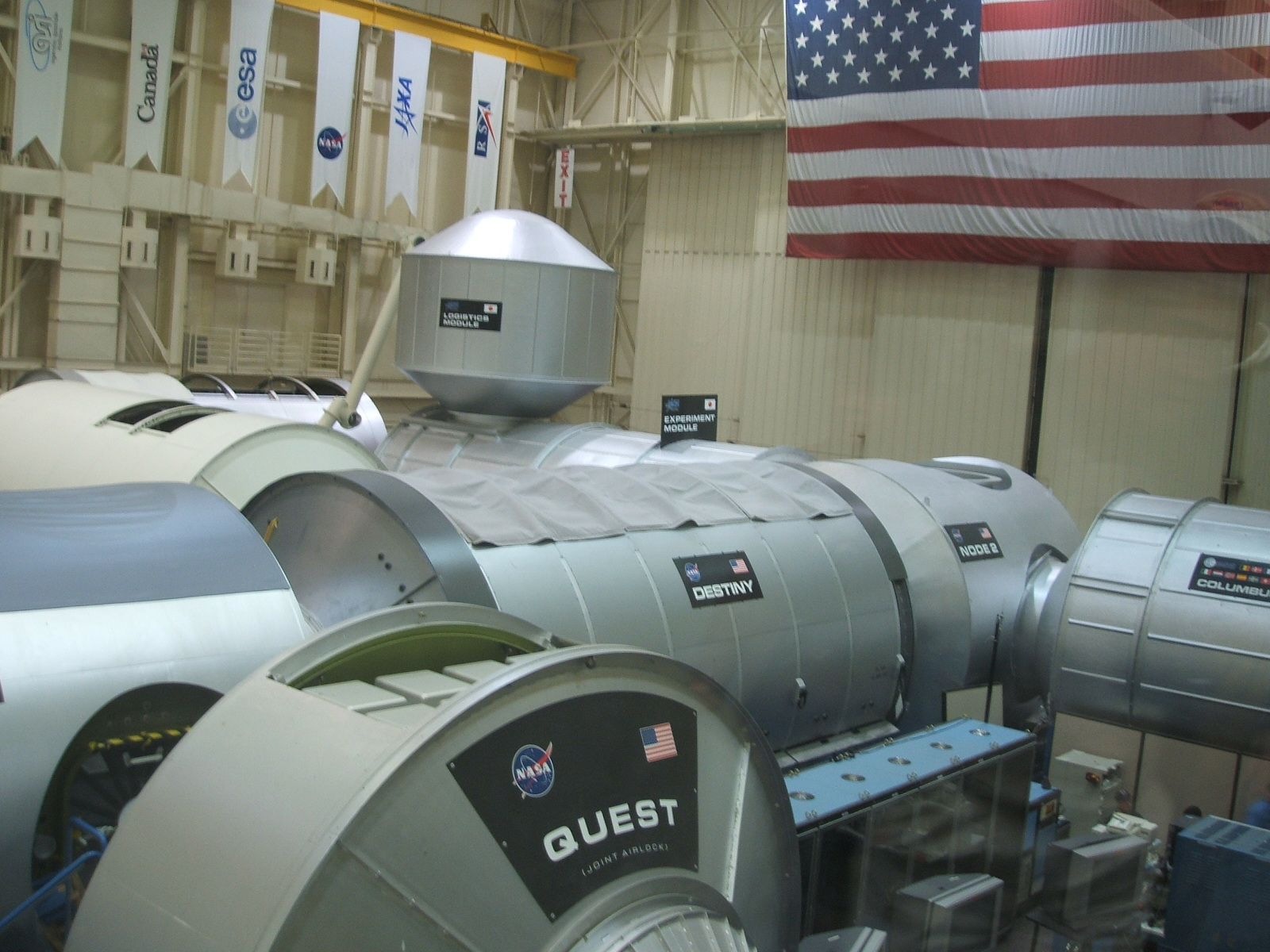
Maqueta de l'Estació Espacial Internacional al Johnson Space Center a Houston, Texas.

L'estació espacial està ubicada en òrbita al voltant de la Terra a una altitud d'aproximadament 360 km, un tipus d'òrbita normalment anomenada òrbita terrestre baixa (l'alçada real varia amb el temps per diversos quilòmetres a causa de la frenada atmosfèrica i reignicions). Orbita la Terra en un període de 90 minuts; fins a l'agost de 2007 ha realitzat més de 50.000 òrbites des del llançament del Zarià en el 20 de novembre de 1998.
Amb un total de 14 mòduls principals pressuritzats com a part de l'ISS, hi ha data de finalització pel 2013. Un menor nombre de seccions pressuritzades s'acoblen (nau espacial Soiuz (permanentment 2 com a vehicles d'emergències - amb rotació de 6 mesos), transportadors Progress (2 o més) en les cambres d'aire de la Quest i la Pirs, així com periòdicament el Multi-Purpose Logistics Module, el Vehicle de Transferència Automatitzat i el H-II Transfer Vehicle).
Quan es completi l'ISS, consistirà d'un conjunt de mòduls pressuritzats intercomunicats connectats a l'estructura integrada, on quatre parells de grans mòduls fotovoltàics (panells solars) són muntats. Els mòduls pressuritzats i l'estructura integrada estan en forma perpendicular: l'estructura va des d'estribord a babord i la zona habitable en l'eix davanter de popa. Encara que durant la construcció de l'estació, l'actitud pot variar, quan els quatre mòduls fotovoltaics estan en la seva posició definitiva de l'eix de popa cap endavant serà paral·lel al vector de velocitat.
A més dels vols de muntatge i utilització, caldran aproximadament 30 vols de naus Progress per proveir de logística fins al 2010. Els equips d'experiments, combustible i consumibles seran lliurats per tots els vehicles que visitin l'ISS: el Transbordador, el Dragon de SpaceX, la Progress russa, l'ATV europeu i el HTV japonès, i la càrrega no útil fou transportada cap a la Terra pel Transbordador i el Dragon.

## Accident del Columbia i canvis en els plans de construcció

### Accident i conseqüències

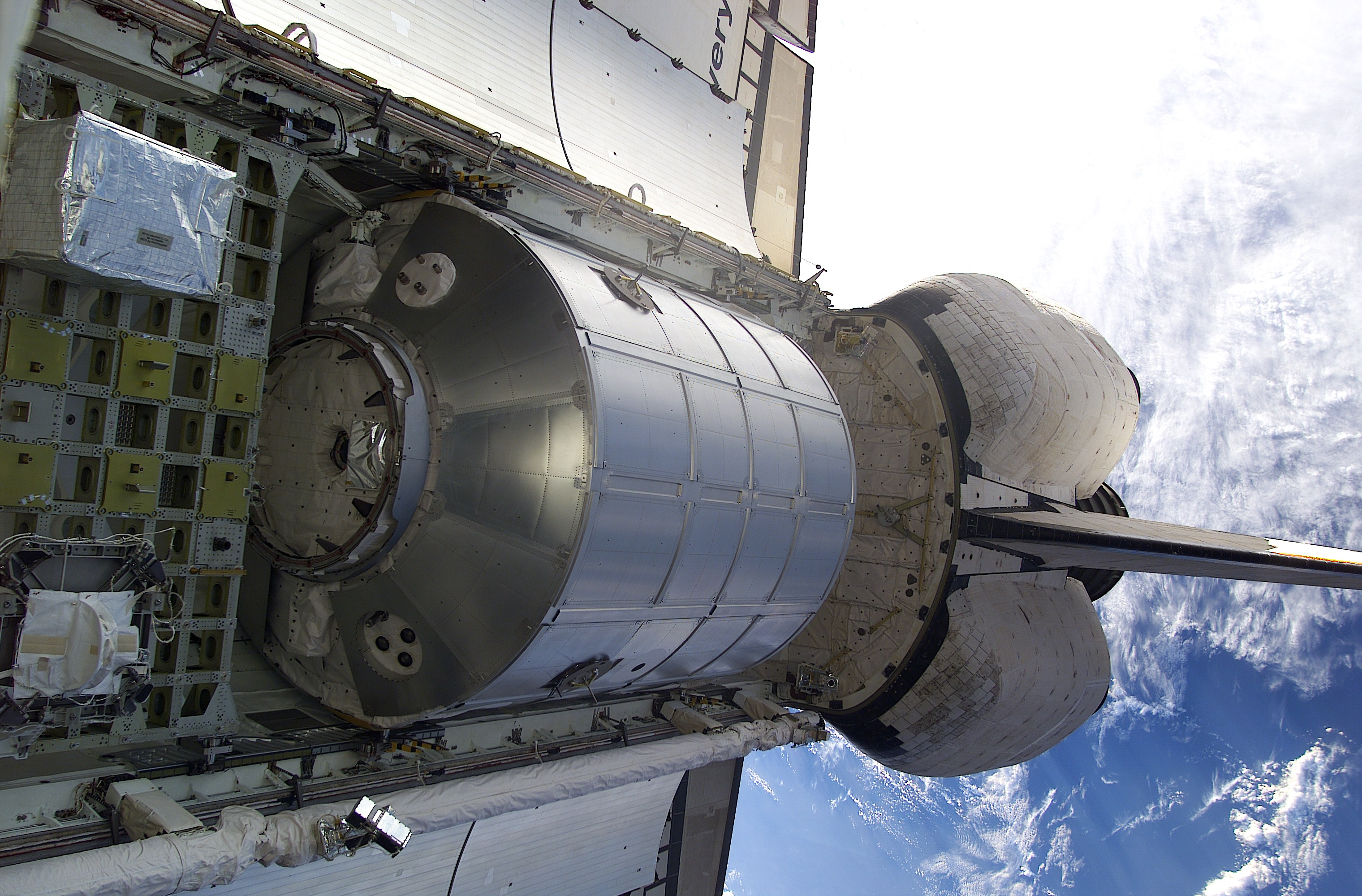
10 de març de 2001 - El Multi-Purpose Logistics Module Leonardo en la zona de càrrega del Discovery durant el STS-102.

Durant un temps, hi havia un futur incert per a l'ISS. L'accident del Transbordador Espacial Columbia l'1 de febrer de 2003, la subsegüent suspensió de dos i mig anys del Programa del Transbordador Espacial americà, seguit de problemes amb la continuació de les operacions de vol en el 2005, eren els principals obstacles.
El programa del Transbordador Espacial va reprendre els vols el 26 de juliol de 2005, amb la missió STS-114 del Discovery. Aquesta missió a l'ISS va ser destinada tant per provar les noves mesures de seguretat instal·lades des de l'accident del Columbia, i lliurar subministraments a l'estació. Encara que la missió es va realitzar de manera segura, hi va haver un risc potencial; es va vessar escuma del tanc extern, que va conduir a la NASA a anunciar que les missions futures no s'enlairaran fins que es resolgui aquest problema.
Entre l'accident del Columbia i la represa dels llançaments del Transbordador, l'intercanvi de tripulació va ser dut a terme únicament mitjançant la nau espacial Soiuz russa. Començant amb l'Expedició 7, es van llançar dos astronautes a diferència dels equips formats per tres. Com que l'ISS no havia estat visitada per un Transbordador per un període prolongat, es va acumular un volum de deixalles més gran que el previst, temporalment obstaculitzant les operacions de l'estació en el 2004. No obstant, els transports de la Progress i el vol del transbordador STS-114 es van fer càrrec d'aquest problema.

### Canvis en els plans de construcció

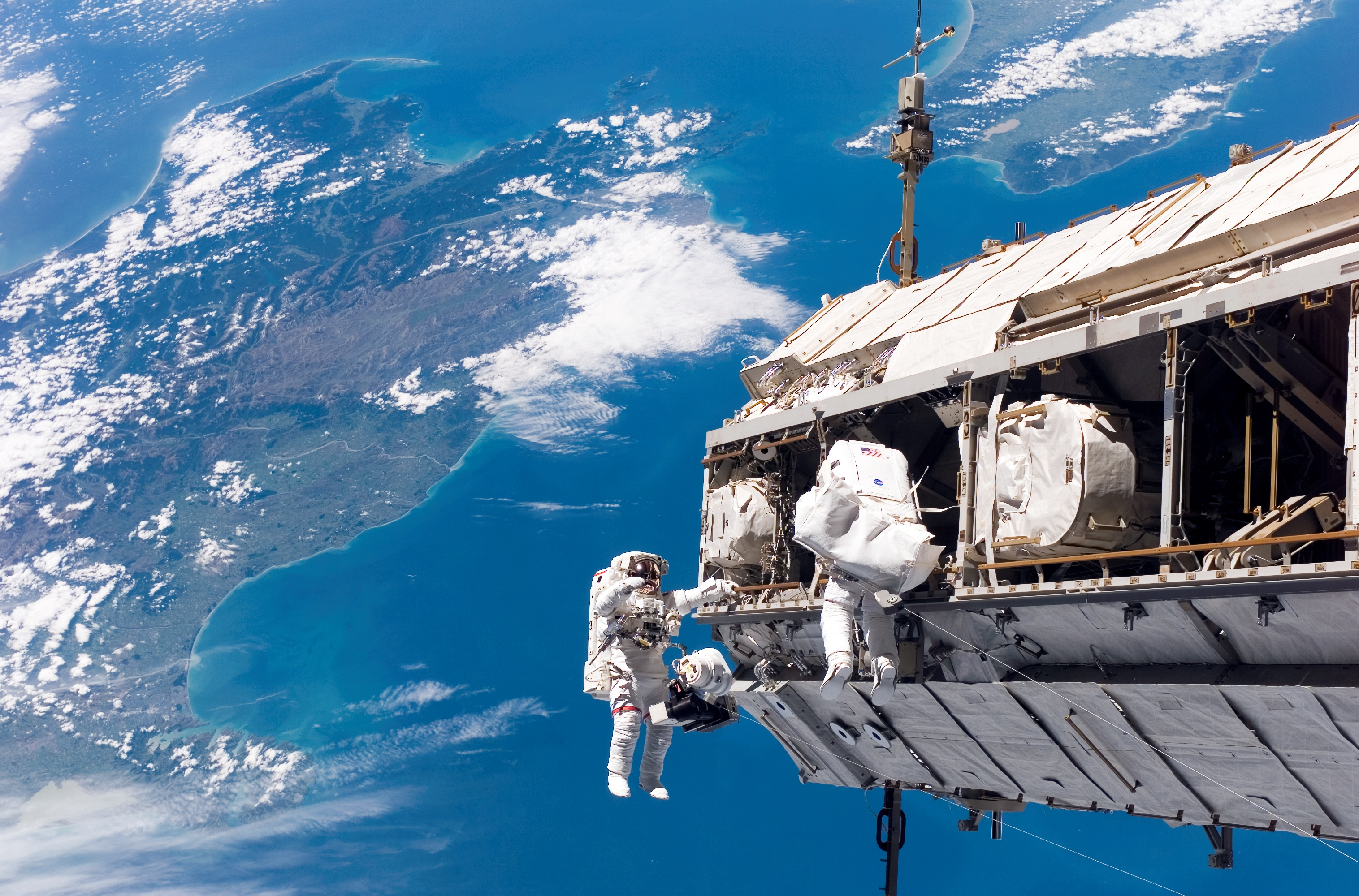
Construcció de l'Estació Espacial Internacional sobre Nova Zelanda.

Llavors, es va planificar que la construcció de l'ISS acabaria el 2004 o el 2005. Això és principalment a causa de la interrupció de tots els vols del Transbordador de la NASA després de l'accident del Columbia a principis del 2003 (encara que hi havia hagut retards anteriors degut en part als problemes del Transbordador, i en part als retards derivats de les limitacions de pressupost de l'agència espacial russa). Durant la suspensió dels vols del Transbordador, la construcció de l'ISS es va aturar i la ciència realitzada a bord va estar limitada causa de la reducció de la tripulació a dos membres.
Fins a principis del 2006, es van fer molts canvis de plans dels descrits inicialment per a l'ISS, fins i tot abans de l'accident del Columbia. Els mòduls i altres estructures van ser cancel·lades o substituïdes i el nombre de vols del Transbordador a l'ISS van ser reduïdes dels càlculs prèviament planificats. No obstant això, més del 80% del maquinari destinat a formar part de l'ISS a finals de la dècada de 1990 va ser orbitat i és part de l'última configuració de l'ISS.
El març de 2006, una reunió dels caps de les cinc agències espacials participants van acceptar la nova planificació de construcció sobre la configuració de l'ISS amb plans previstos per finalitzar l'ISS el 2010. La tripulació de sis membres fou establerta al maig de 2009, seguit de 12 missions del transbordador per muntar l'estació després de la segona missió de "Retorn al Vol", el STS-121. Els requisits per a la intensificació de la mida de la tripulació van incloure un major suport de l'entorn de l'ISS, una segona Soiuz acoblada permanentment a l'estació com a "bot salvavides" secundari, més vols freqüents de la Progress per doblar la quantitat de consumibles, més combustible per les maniobres d'elevació en òrbita, i una línia de subministrament suficient d'equip experimental.

## Seqüència de muntatge

Elements de l'ISS

L'ISS consisteix en 15 mòduls pressuritzats: set mòduls americans (Destiny, Unity, Quest, Tranquility, Harmony, Cupola, i el Leonardo); cinc mòduls russos (Zarià, Zvezdà, Poisk, Rassvet) i Naüka; dos mòduls japonesos (el JEM-ELM-PS i el JEM-PM); i un mòdul europeu (Columbus).
Encara que no de forma permanent es va acoblar a l'ISS, els Multi-Purpose Logistics Modules (MPLMs) van formar part de la ISS durant algunes missions del transbordador. Un MPLM està acoblat al Harmony (inicialment al Unity) i s'utilitza per a vols d'abastiment i logística.
Les naus espacials acoblades a l'ISS també amplien el volum pressuritzat. Almenys una nau Soiuz és sempre acoblada com a 'bot salvavides' i és substituïda cada sis mesos per una nova Soiuz com a part de la rotació de la tripulació.
La taula següent mostra la seqüència en què aquests components van ser afegits a l'ISS. Els números proporcionats són indicatius i representen el pes de llançament i dimensions.
| Element                                                          | Vol muntatge | Data llançament | Vehicle llançament                         | Longitud (m)              | Diàmetre (m)                | Massa (kg)                     | Vista aïllada                          | Vista de l'estació                              |
| ---------------------------------------------------------------- | ------------ | --------------- | ------------------------------------------ | ------------------------- | --------------------------- | ------------------------------ | -------------------------------------- | ----------------------------------------------- |
| Zarià (FGB)                                                      | 1A/R         | 1998-11-20      | Proton-K                                   | 12,6                      | 4,1                         | 19.323                         | Mòdul Zarià, la primera peça de la ISS | Mòdul Zarià, la primera peça de la ISS          |
| Unity (Node 1), PMA-1 & PMA-2                                    | 2A           | 1998-12-04      | Transbordador Espacial Endeavour (STS-88)  | 5,49                      | 4,57                        | 11.612                         | Unity                                  | Els mòduls Unity i Zarià                        |
| Zvezdà (Service Module)                                          | 1R           | 2000-07-12      | Proton-K                                   | 13,1                      | 4,15                        | 19.051                         | Zvezdà                                 | Els mòduls Unity, Zarià i Zvezdà                |
| Z1 Truss & PMA-3                                                 | 3A           | 2000-10-11      | Transbordador Espacial Discovery (STS-92)  | 4,9 (Z1)                  | 4,2 (Z1)                    | 8.755 (Z1)                     | El Z1 Truss i la PMA-3                 | La ISS, amb el Z1 Truss i el PMA-3              |
| P6 Truss & Solar Arrays                                          | 4A           | 2000-11-30      | Transbordador Espacial Endeavour (STS-97)  | 73,2                      | 4,9                         | 15.824                         |                                        | La ISS després de l'expedició STS-97            |
| Destiny (US Laboratory)                                          | 5A           | 2001-02-07      | Transbordador Espacial Atlantis (STS-98)   | 8,53                      | 4,27                        | 14.515                         | Destiny                                | Vista de la ISS amb el Destiny muntat           |
| External Stowage Platform-1                                      | 5A.1         | 2001-03-08      | Transbordador Espacial Discovery (STS-102) |                           |                             |                                | External Stowage Platform-1            | La ISS el 18 de març de 2001                    |
| Canadarm2 (SSRMS)                                                | 6A           | 2001-04-19      | Transbordador Espacial Endeavour (STS-100) | 17,6                      | 0,35                        | 4.899                          | El Canadarm amb un astronauta          | La ISS des de la STS-100 en el moment de marxar |
| Quest (Joint Airlock)                                            | 7A           | 2001-07-12      | Transbordador Espacial Atlantis (STS-104)  | 5,5                       | 4                           | 6.064                          | Quest                                  | La ISS el 20 d'agost de 2001                    |
| Pirs (Compartiment d'acobalment i resclosa per a vols espacials) | 4R           | 2001-09-14      | Soiuz-U (Progress M-SO1)                   | 4,91                      | 2,55                        | 3.580                          | Pirs                                   | La ISS el desembre de 2001                      |
| S0 Truss                                                         | 8A           | 2002-04-08      | Transbordador Espacial Atlantis (STS-110)  | 13,4                      | 4,6                         | 13.970                         | S0 Truss                               | Vista de la ISS                                 |
| Mobile Base System                                               | UF2          | 2002-06-05      | Transbordador Espacial Endeavour (STS-111) | 5,7                       | 2,9                         | 1.450                          | Mobile Base System                     | La ISS amb el Mobile Base System                |
| S1 Truss                                                         | 9A           | 2002-10-07      | Transbordador Espacial Atlantis (STS-112)  | 13,7                      | 4,6                         | 14.120                         | S1 Truss                               | La ISS fotografiada des de l'STS-112            |
| P1 Truss                                                         | 11A          | 2002-11-23      | Transbordador Espacial Endeavour (STS-113) | 13,7                      | 4,6                         | 14.000                         | P1 Truss                               | La ISS fotografiada per la missió STS-113       |
| ESP-2                                                            | LF1          | 2005-07-26      | Transbordador Espacial Discovery (STS-114) | 3,65                      | 4,9                         | 2.676                          | ESP-2                                  | La ISS des de l'STS-114                         |
| P3/P4 Truss & Solar Arrays                                       | 12A          | 2006-09-09      | Transbordador Espacial Atlantis (STS-115)  | 13,8                      | 4,9                         | 15.900                         | P3/P4 Truss i Solar Arrays             | La ISS amb les noves plaques solars             |
| P5 Truss                                                         | 12A.1        | 2006-12-09      | Transbordador Espacial Discovery (STS-116) | 3,4                       | 4,6                         | 1.818                          | P5 Truss a punt d'instal·lar-se        | La ISS des de la STS-116                        |
| S3/S4 Truss & Solar Arrays                                       | 13A          | 2007-06-08      | Transbordador Espacial Atlantis (STS-117)  | 13,8                      | 4,9                         | 15.900                         | S3/S4 Truss                            | La ISS després de la STS-117                    |
| S5 Truss and ESP-3                                               | 13A.1        | 2007-08-08      | Transbordador Espacial Endeavour (STS-118) | 13,7                      | 3,9                         | 12.598                         | L'ESP-3                                | La ISS després de la STS-118                    |
| Harmony (Node 2) Reubicació de P6 Truss                          | 10A          | 2007-10-23      | Transbordador Espacial Discovery (STS-120) | 7.2                       | 4,48                        | 14.288                         | Reubicació del Harmony                 | La ISS des de la STS-122                        |
| Columbus (Laboratori Europeu)                                    | 1E           | 2008-02-07      | Transbordador Espacial Atlantis (STS-122)  | 7                         | 4,5                         | 12.800                         | Mòdul Columbus en òrbita               | La ISS des de la STS-122                        |
| Dextre (SPDM) Japanese Logistics Module (ELM-PS)                 | 1J/A         | 2008-03-11      | Transbordador Espacial Endeavour (STS-123) | 3,9 (ELM-PS)              | 4,4 (ELM-PS)                | 4.200 (ELM-PS)                 | Dextre                                 | La ISS des de la STS-123                        |
| Japanese Pressurized Module (JEM-PM) JEM Robotic Arm (JEM-RMS)   | 1J           | 2008-05-31      | Transbordador Espacial Discovery (STS-124) | 11,2 (JEM-PM)             | 4,4 (JEM-PM)                | 15.900 (JEM-PM)                | JEM-PM                                 | La ISS després de la STS-124                    |
| S6 Truss & Solar Arrays                                          | 15A          | 2009-03-15      | Transbordador Espacial Discovery (STS-119) | 73,2                      | 10,7                        | 15.900                         | S6 Truss & Solar Arrays                | La ISS el març de 2009                          |
| Japanese Exposed Facility (JEM-EF)                               | 2J/A         | 2009-07-15      | Transbordador Espacial Endeavour (STS-127) |                           |                             | 4.100                          | Japanese Exposed Facility              | La ISS des de la STS-127                        |
| Poisk (MRM-2)                                                    | 5R           | 2009-11-10      | Soiuz-U (Progress M-MIM2)                  |                           |                             | 3.670                          | Poisk                                  | La ISS, a l'arribada de la STS-129              |
| ExPRESS Logistics Carriers 1 & 2                                 | ULF3         | 2009-11-16      | Transbordador Espacial Atlantis (STS-129)  |                           |                             |                                |                                        | La ISS després de la STS-129                    |
| Cupola & Tranquility (Node 3)                                    | 20A          | 2010-02-08      | Transbordador Espacial Endeavour (STS-130) | 6,5 (Node 3) 1.5 (Cupola) | 4,25 (Node 3) 2.95 (Cupola) | 12.247 (Node 3) 1,800 (Cupola) | Tranquility                            | La ISS després de la STS-130                    |
| Rassvet (MRM-1)                                                  | ULF4         | 2010-05-14      | Transbordador Espacial Atlantis (STS-132)  |                           |                             | 5.075                          | Rassvet                                | La ISS després de la STS-132                    |
| Leonardo (PMM) i EXPRESS Logistics Carrier 4                     | ULF5         | 2011-02-24      | Transbordador Espacial Discovery (STS-133) |                           |                             | 9.896 (Leonardo)               | Leonardo (PMM)                         | La ISS després de la STS-133                    |
| Alpha Magnetic Spectrometer, OBSS i EXPRESS Logistics Carrier 3  | ULF6         | 2011-05-16      | Transbordador Espacial Endeavour (STS-134) |                           |                             | 6.731 (AMS-02)                 | Alpha Magnetic Spectrometer            | La ISS després de la STS-134                    |
| Bigelow Expandable Activity Module                               |              | 08/04/2016      | Falcon 9 (SpaceX CRS-8)                    | 4,01                      | 3,23                        | 1.413                          |                                        | Mòdul inflable Bigelow instal·lat a l'ISS       |
| Naüka (MLM) Braç Robòtic Europeu                                 | 3R           | 21/07/2021      | Proton-M                                   |                           |                             | 20.300 (Naüka)                 | Naüka                                  | Representació de la ISS amb el mòdul Naüka      |

## Mòduls cancel·lats
- Interim Control Module - no va caldre una vegada va ser llançat el Zvezdà
- ISS Propulsion Module - no va caldre una vegada va ser llançat el Zvezdà
- Habitation Module (HAB) - Amb la cancel·lació del mòdul habitacional, els llocs per dormir ara s'estenen al llarg de l'estació. Hi ha dos en el segment rus i quatre en el segment dels EUA. No és necessari tenir un mòdul 'llitera' separat a l'espai — molts visitants simplement instal·len la bossa de dormir a la paret d'un mòdul, si fiquen i dormen
- Crew Return Vehicle (CRV) - substituït per dos naus espacials Soiuz
- Centrifuge Accommodations Module (CAM) - hauria d'estar connectat al Harmony (Node 2)
- Science Power Platform (SPP) - l'alimentació elèctrica serà proporcionada als segments russos en part per les plataformes de cèl·lules solars dels Estats Units
- Russian Research Modules (RM1 i RM2) - per ser substituït per un sol Multipurpose Laboratory Module (Naüka)
- Universal Docking Module (UDM) - cancel·lat juntament amb els mòduls de recerca, els quals s'hi havien de connectar

## Mòduls proposats
Els següents mòduls són propostes, però no s'ha confirmat en els manifestos de llançament de l'ISS.
- Node 4 americà - També conegut com el Docking Hub System (DHS),[23] permetria a l'estació tenir més ports d'acoblament per a vehicles de visitants i permetria hàbitats inflables i demostracions de tecnologia per posar a prova dins de l'estació.[24]
- Nautilus-X Centrifuge Demonstration - Si fos produït, aquest mòdul seria la primera demostració espacial de centrifugadora a escala suficient per a efectes G parcialment artificials. Estava dissenyat per esdevenir un mòdul on la tripulació de l'ISS hi dormiria.[25]